# NDB-online

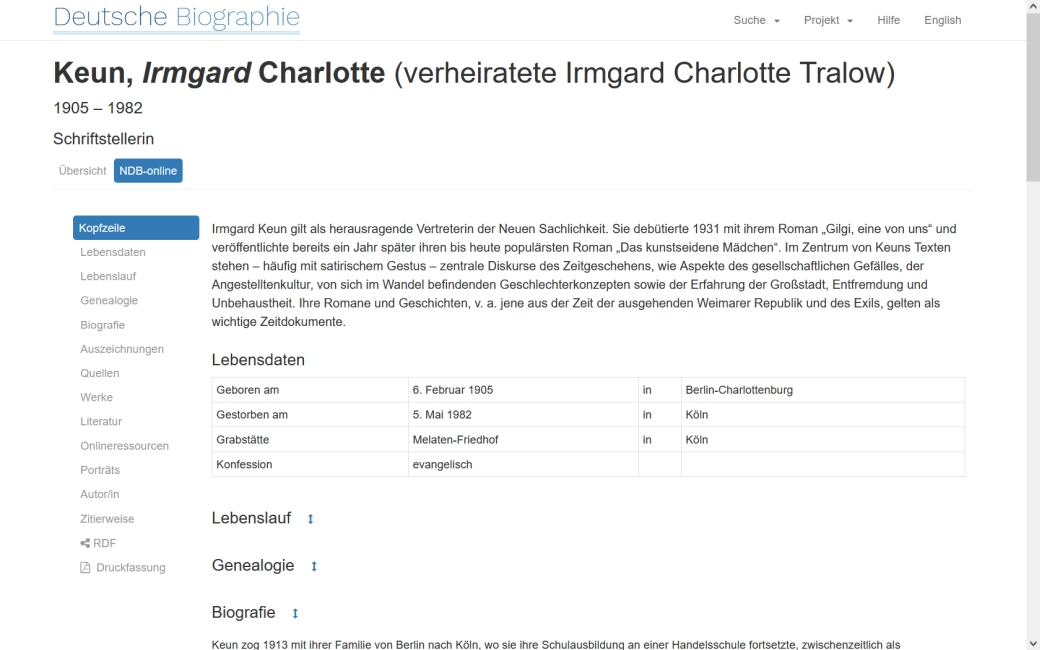
Screenshot des Artikels über die Schriftstellerin Irmgard Keun

NDB-online ist ein historisch-biographisches Online-Lexikon. Die Nationalbiografie erscheint seit 2020 und wird unter der Leitung von Peter Hoeres von der Historischen Kommission bei der Bayerischen Akademie der Wissenschaften herausgegeben. Artikel werden nur für Verstorbene angelegt, für verknüpfte noch lebende Personen gibt es jedoch die weitgehend automatisiert erstellten Übersichten.
Zusammen mit der Allgemeinen Deutsche Biographie (ADB) und der Neuen Deutschen Biographie (NDB) bildet NDB-online den Grundstock für die Deutsche Biographie. Für die Illustration wurde eine Zusammenarbeit mit der Bildersammlung der Bayerischen Staatsbibliothek (BSB) vereinbart. Bis Dezember 2022 wurden knapp 200 Artikel veröffentlicht. Stand Mai 2024 umfasst NDB-online über 500 neu verfasste Biografien.